# Shike
Shike är en bok av Robert Shea som publicerades 1981. Den innehåller romanerna Drakarnas tid och Stormen och svärdet. ISBN 0-345-36046-X

## Handling
Handlingen utspelas i Japan under 1200-talet. Ninjan Jebu har tränats i ett kloster sedan han var liten. Äventyret börjar när han ska eskortera en ung kvinna, Taniko, på resa.,